# Distrito de Pomacancha

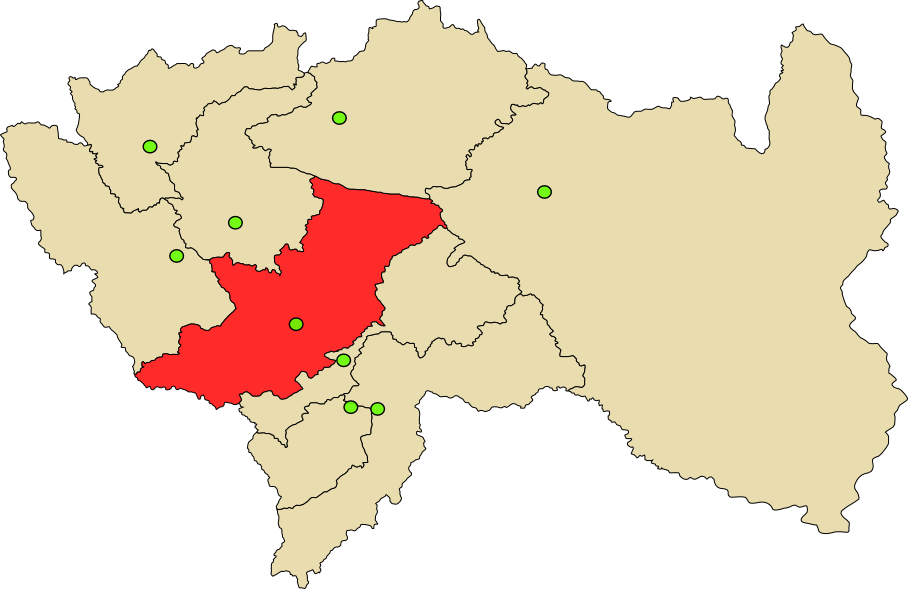
Provincia de Jauja en el Departamento de Junín

El Distrito de Pomacancha es uno de los treinta y cuatro distritos de la Provincia de Jauja, ubicada en el Departamento de Junín, bajo la administración del Gobierno Regional de Junín, Perú.
Dentro de la división eclesiástica de la Iglesia Católica del Perú, pertenece a la Vicaría IV de la Arquidiócesis de Huancayo

## Historia
El distrito fue creado mediante Ley del 20 de noviembre de 1961, en el gobierno del Presidente Manuel Prado Ugarteche.

## Geografía
La superficie del distrito de Pomacancha es 281,61 km². El distrito de Pomacancha se encuentra a 3 806 m s. n. m.

## Capital
Su capital es el pueblo de Pomacancha

## División administrativa

### Barrios
- Armonía
- San José
- Casa Blanca
- Union Paccha
- Cachi Cachi

## Autoridades

### Municipales
- 2019 - 2022[2]
  - Alcalde: Yony Canchohuaman RIVERA,  alianza para el progreso (A).
  - Regidores: JORGE RIVERA  (A), JUA RAO MALLMA (A), NELLY LUZ MAYTA RODRIGUEZ (A), ZENON BARZOLA (N), REVELINO (Alianza para el Progreso).

- 2015 - 2018[2]
  - Alcalde: Aldo Contreras  MALLMA,  Movimiento Juntos por Junín (N).
  - Regidores: Walter José Reyes Barrera (N), Quintiliano Joaquín Barzola Zurita (N), Vilma Dula Rivera Rafael (N), Rigoberto Hilario Huatuco (N), Gerardo Johnson Cárdenas Ortega (Alianza para el Progreso).
- 2011-2014[3][4]
  - Alcalde: Víctor Alberto Briceño Rosales, Alianza para el Progreso (APP).
  - Regidores: Marcelino Barrera Mayta (APP), Ketty Barzola Ortega (APP), Aníbal Mayta Rivera (APP), Angel Marino Véliz Barzola (APP), Evaristo Flores Mayta (Perú Libre).
- 2007-2010
  - Alcalde: Abel Chávez Rivera.

### Policiales
- Comisaría de Jauja
  - Comisario: Cmdte. PNP. Edson Hernán Cerrón Lazo.[5]

### Religiosas
- Arquidiócesis de Huancayo[6]
  - Arzobispo de Huancayo: Mons. Pedro Barreto Jimeno, SJ.
  - Vicario episcopal: Pbro. Hermann Josef Wendling SS.CC.
- Parroquia[7]
  - Párroco: Pbro. .